# Daniel D. Tompkins
Daniel D. Tompkins (21. června 1774, Fox Meadows, později Scarsdale, New York – 11. června 1825, Tompkinsville) byl americký politik, 6. viceprezident USA.

## Život
Narodil se jako Daniel Tompkins, prostřední iniciálu „D.“ si ke jménu přidal během studia na Columbia College, aby se odlišil od jiného studenta téhož jména a příjmení.
Byl to právník. Mezi lety 1807 až 1817 byl v úřadu guvernéra státu New York za demokraty. Byl viceprezidentem Jamese Monroea od 4. března 1817 do 4. března 1825. Zemřel 18. června 1825 v Tompkinsville ve státě New York.